# Hughes (Ausztráliai fővárosi terület)
Hughes a főváros, Canberra egyik elővárosa Woden Valley kerületben. A város William Morris "Billy" Hughesról kapta nevét, aki az ország hetedik miniszterelnöke volt 1915 és 1923 közt. A város utcáit az I. világháborúban szolgáló katonákról és Hughes kortársairól nevezték el. A település 1962-ben alakult meg kilenc fővel, majd a következő évtől kezdődött meg a lakosság komolyabb letelepedése, amelynek következményeképpen gyorsan felduzzadt a népesség száma 1974 végére 4050 főre. A 2006-os népszámlálás adatai alapján a lakosság száma 2898 fő volt.

## Fontosabb helyek
A városkában gyógyszertár, kisebb bevásárlóközpont, újságos, pékség és kávézó, posta, tisztító, fodrász, ingatlaniroda és autószerelő műhely is található.
Sportolni a North Woden Tennis Club-ban lehet.
A kisváros oktatási intézményei a Hughes Primay School és a Hughes Pre School.
Három keresztény vallás központja található Hughesben. A katolikus, a baptista egyház és a Jehova Tanúinak felekezeti intézményei.
A St Andrews nyugdíjasfalu a város nyugati részén található.

## Földrajza
A területen a Yarralumla-képződmény és a Mount Painter vulkanikus kőzetei lelhetők fel.

## Fordítás
Ez a szócikk részben vagy egészben  a   Hughes, Australian Capital Territory című angol Wikipédia-szócikk ezen változatának fordításán alapul.  Az eredeti cikk szerkesztőit annak laptörténete sorolja fel. Ez a jelzés csupán a megfogalmazás eredetét és a szerzői jogokat jelzi, nem szolgál a cikkben szereplő információk forrásmegjelöléseként.